# Eirik Halvorsen
Eirik Halvorsen (ur. 15 sierpnia 1975) – norweski skoczek narciarski, reprezentant klubu Konnerud IL. Uczestnik mistrzostw świata w lotach (1996) oraz medalista mistrzostw kraju.
W lutym 1995 zadebiutował w zawodach Pucharu Świata, zajmując 18. i 38. lokatę w Vikersund. 9 grudnia 1995 zajął z reprezentacją Norwegii 3. miejsce w konkursie drużynowym PŚ w Planicy. 20 stycznia 1996 zajął 2. miejsce w zawodach indywidualnych PŚ w Sapporo. W lutym 1996 wystartował na mistrzostwach świata w lotach narciarskich, zajmując 8. lokatę indywidualnie. W międzynarodowych zawodach rangi FIS po raz ostatni wystartował 15 lutego 1998 podczas konkursu Pucharu Kontynentalnego w Oslo.

## Mistrzostwa świata w lotach narciarskich

### Indywidualnie
| 1996 Tauplitz | – | 8. miejsce |

### Starty E. Halvorsena na mistrzostwach świata w lotach – szczegółowo
| Miejsce | Dzień        | Rok  | Miejscowość | Skocznia | Punkt K | Konkurs  | Skok 1  | Skok 2  | Skok 3  | Skok 4  | Nota      | Strata   | Zwycięzca          |
| ------- | ------------ | ---- | ----------- | -------- | ------- | -------- | ------- | ------- | ------- | ------- | --------- | -------- | ------------------ |
| 8.      | 10–11 lutego | 1996 | Tauplitz    | Kulm     | K-185   | indywid. | 168,0 m | 182,0 m | 177,0 m | 176,0 m | 668,6 pkt | 69,5 pkt | Andreas Goldberger |

## Puchar Świata

### Miejsca w klasyfikacji generalnej
| Sezon     | Miejsce |
| --------- | ------- |
| 1994/1995 | 76.     |
| 1995/1996 | 16.     |

### Miejsca na podium w konkursach indywidualnych Pucharu Świata chronologicznie
| Nr | Dzień       | Rok  | Miejscowość | Skocznia   | Punkt K | Skok 1 | Skok 2 | Nota       | Lok. | Strata  | Zwycięzca     |
| -- | ----------- | ---- | ----------- | ---------- | ------- | ------ | ------ | ---------- | ---- | ------- | ------------- |
| 1. | 20 stycznia | 1996 | Sapporo     | Miyanomori | K-90    | 84,0 m | 87,5 m | 216,0 pkt. | 2.   | 2,0 pkt | Jens Weißflog |

### Miejsca w poszczególnych konkursach indywidualnychPucharu Świata
| Źródło | Źródło           | Źródło          | Źródło                      | Źródło         | Źródło             | Źródło          | Źródło                      | Źródło                      | Źródło                      | Źródło             | Źródło             | Źródło         | Źródło         | Źródło                | Źródło                | Źródło           | Źródło               | Źródło                     | Źródło                     | Źródło             | Źródło             | Źródło     | Źródło         | Źródło       | Źródło         | Źródło       | Źródło    | Źródło | Źródło | Źródło | Źródło | Źródło | Źródło | Źródło | Źródło | Źródło | Źródło | Źródło | Źródło | Źródło | Źródło | Źródło | Źródło | Źródło | Źródło | Źródło | Źródło | Źródło | Źródło |
| --- | ---------------- | --------------- | --------------------------- | -------------- | ------------------ | --------------- | --------------------------- | --------------------------- | --------------------------- | ------------------ | ------------------ | -------------- | -------------- | --------------------- | --------------------- | ---------------- | -------------------- | -------------------------- | -------------------------- | ------------------ | ------------------ | ---------- | -------------- | ------------ | -------------- | ------------ | --------- | ------ | ------ | ------ | ------ | ------ | ------ | ------ | ------ | ------ | ------ | ------ | ------ | ------ | ------ | ------ | ------ | ------ | ------ | ------ | ------ | ------ | ------ |
| Sezon 1994/1995 |                  |                 |                             |                |                    |                 |                             |                             |                             |                    |                    |                |                |                       |                       |                  |                      |                            |                            |                    |                    |            |                |              |                |              |           |        |        |        |        |        |        |        |        |        |        |        |        |        |        |        |        |        |        |        |        |        |        |
| Planica K92 | Planica K92      | Oberstdorf K115 | Garmisch-Partenkirchen K107 | Innsbruck K110 | Bischofshofen K120 | Willingen K120  | Engelberg K120              | Engelberg K120              | Sapporo K90                 | Sapporo K115       | Lahti K90          | Lahti K114     | Kuopio K92     | Falun K90             | Falun K90             | Lillehammer K120 | Oslo K110            | Vikersund K170             | Vikersund K170             | Oberstdorf K182    | punkty             | punkty     | punkty         | punkty       | punkty         | punkty       | punkty    | punkty | punkty | punkty | punkty | punkty | punkty | punkty | punkty | punkty | punkty | punkty | punkty |        |        |        |        |        |        |        |        |        |        |
| - | -                | -               | -                           | -              | -                  | -               | -                           | -                           | -                           | -                  | -                  | -              | -              | -                     | -                     | -                | -                    | 18                         | 38                         | -                  | 13                 | 13         | 13             | 13           | 13             | 13           | 13        | 13     | 13     | 13     | 13     | 13     | 13     | 13     | 13     | 13     | 13     | 13     | 13     |        |        |        |        |        |        |        |        |        |        |
| Sezon 1995/1996 |                  |                 |                             |                |                    |                 |                             |                             |                             |                    |                    |                |                |                       |                       |                  |                      |                            |                            |                    |                    |            |                |              |                |              |           |        |        |        |        |        |        |        |        |        |        |        |        |        |        |        |        |        |        |        |        |        |        |
| Lillehammer K90 | Lillehammer K120 | Villach K90     | Planica K120                | Predazzo K90   | Chamonix K95       | Chamonix K95    | Oberhof K120                | Oberstdorf K115             | Garmisch-Partenkirchen K107 | Innsbruck K110     | Bischofshofen K120 | Engelberg K120 | Engelberg K120 | Sapporo K90           | Sapporo K115          | Zakopane K116    | Zakopane K116        | MŚL – Bad Mitterndorf K185 | MŚL – Bad Mitterndorf K185 | Iron Mountain K120 | Iron Mountain K120 | Kuopio K92 | Lahti K90      | Lahti K114   | Harrachov K180 | Falun K90    | Oslo K110 | punkty |        |        |        |        |        |        |        |        |        |        |        |        |        |        |        |        |        |        |        |        |        |
| 45 | 10               | 5               | 12                          | 49             | 49                 | 50              | 29                          | 4                           | 8                           | 32                 | 18                 | 20             | 11             | 2                     | dq                    | 7                | 18                   | 6                          | 16                         | 50                 | 39                 | 51         | 42             | 41           | 23             | -            | -         | 417    |        |        |        |        |        |        |        |        |        |        |        |        |        |        |        |        |        |        |        |        |        |
| Sezon 1996/1997 |                  |                 |                             |                |                    |                 |                             |                             |                             |                    |                    |                |                |                       |                       |                  |                      |                            |                            |                    |                    |            |                |              |                |              |           |        |        |        |        |        |        |        |        |        |        |        |        |        |        |        |        |        |        |        |        |        |        |
| Lillehammer K120 | Lillehammer K120 | Ruka K120       | Ruka K120                   | Harrachov K120 | Harrachov K120     | Oberstdorf K115 | Garmisch-Partenkirchen K115 | Innsbruck K110              | Bischofshofen K120          | Engelberg K120     | Engelberg K120     | Sapporo K90    | Sapporo K120   | Hakuba K120           | Willingen K120        | Willingen K120   | Bad Mitterndorf K185 | Bad Mitterndorf K185       | Lahti K114                 | Kuopio K92         | Falun K115         | Oslo K112  | Planica K185   | Planica K185 | punkty         | punkty       | punkty    | punkty | punkty | punkty | punkty | punkty | punkty | punkty | punkty | punkty | punkty | punkty | punkty | punkty | punkty | punkty | punkty |        |        |        |        |        |        |
| q | q                | -               | -                           | -              | -                  | -               | -                           | -                           | -                           | -                  | -                  | q              | q              | -                     | -                     | -                | -                    | -                          | -                          | -                  | -                  | -          | -              | -            | 0              | 0            | 0         | 0      | 0      | 0      | 0      | 0      | 0      | 0      | 0      | 0      | 0      | 0      | 0      | 0      | 0      | 0      | 0      |        |        |        |        |        |        |
| Sezon 1997/1998 |                  |                 |                             |                |                    |                 |                             |                             |                             |                    |                    |                |                |                       |                       |                  |                      |                            |                            |                    |                    |            |                |              |                |              |           |        |        |        |        |        |        |        |        |        |        |        |        |        |        |        |        |        |        |        |        |        |        |
| Lillehammer K120 | Lillehammer K120 | Predazzo K120   | Villach K90                 | Harrachov K90  | Engelberg K120     | Engelberg K120  | Oberstdorf K115             | Garmisch-Partenkirchen K115 | Innsbruck K110              | Bischofshofen K120 | Ramsau K90         | Zakopane K116  | Zakopane K116  | MŚL – Oberstdorf K185 | MŚL – Oberstdorf K185 | Sapporo K120     | Vikersund K175       | Vikersund K175             | Kuopio K120                | Lahti K116         | Lahti K116         | Falun K115 | Trondheim K120 | Oslo K112    | Planica K120   | Planica K120 | punkty    | punkty | punkty | punkty | punkty | punkty | punkty | punkty | punkty | punkty | punkty | punkty | punkty | punkty | punkty | punkty | punkty | punkty | punkty |        |        |        |        |
| q | -                | -               | -                           | -              | -                  | -               | -                           | -                           | -                           | -                  | -                  | -              | -              | -                     | -                     | -                | -                    | -                          | -                          | -                  | -                  | -          | -              | -            | -              | -            | 0         | 0      | 0      | 0      | 0      | 0      | 0      | 0      | 0      | 0      | 0      | 0      | 0      | 0      | 0      | 0      | 0      | 0      | 0      |        |        |        |        |
| Legenda |                  |                 |                             |                |                    |                 |                             |                             |                             |                    |                    |                |                |                       |                       |                  |                      |                            |                            |                    |                    |            |                |              |                |              |           |        |        |        |        |        |        |        |        |        |        |        |        |        |        |        |        |        |        |        |        |        |        |
| 1 2 3 4-10 11-30 poniżej 30 dq – dyskwalifikacja q – dyskwalifikacja w kwalifikacjach q – zawodnik nie zakwalifikował się - – zawodnik nie wystartował |                  |                 |                             |                |                    |                 |                             |                             |                             |                    |                    |                |                |                       |                       |                  |                      |                            |                            |                    |                    |            |                |              |                |              |           |        |        |        |        |        |        |        |        |        |        |        |        |        |        |        |        |        |        |        |        |        |        |

### Miejsca w poszczególnych konkursach drużynowychPucharu Świata
| Źródło                                           | Źródło          | Źródło          | Źródło          | Źródło          | Źródło          | Źródło       | Źródło         | Źródło     | Źródło    |
| ------------------------------------------------ | --------------- | --------------- | --------------- | --------------- | --------------- | ------------ | -------------- | ---------- | --------- |
| Sezon 1995/1996                                  | Sezon 1995/1996 | Sezon 1995/1996 | Sezon 1995/1996 | Sezon 1995/1996 | Sezon 1995/1996 | Planica K120 | Trondheim K120 | Lahti K114 | Oslo K110 |
| Sezon 1995/1996                                  | Sezon 1995/1996 | Sezon 1995/1996 | Sezon 1995/1996 | Sezon 1995/1996 | Sezon 1995/1996 | 3            | 5              | 5          | -         |
| Legenda                                          |                 |                 |                 |                 |                 |              |                |            |           |
| 1 2 3 4-8 poniżej 8 - – zawodnik nie wystartował |                 |                 |                 |                 |                 |              |                |            |           |

### Turniej Czterech Skoczni

#### Miejsca w klasyfikacji generalnej
| Sezon     | Miejsce | Źr.   |
| --------- | ------- | ----- |
| 1995/1996 | 12.     | [ 4 ] |

### Puchar Świata w lotach

#### Miejsca w klasyfikacji generalnej
| Sezon     | Miejsce |
| --------- | ------- |
| 1994/1995 | 32.     |
| 1995/1996 | 14.     |

## Letnie Grand Prix

### Miejsca w poszczególnych konkursach indywidualnychLGP
| Źródło | Źródło       | Źródło           | Źródło        | Źródło     | Źródło | Źródło | Źródło | Źródło | Źródło | Źródło | Źródło | Źródło | Źródło | Źródło | Źródło | Źródło | Źródło | Źródło | Źródło | Źródło | Źródło | Źródło | Źródło | Źródło | Źródło | Źródło |
| --- | ------------ | ---------------- | ------------- | ---------- | ------ | ------ | ------ | ------ | ------ | ------ | ------ | ------ | ------ | ------ | ------ | ------ | ------ | ------ | ------ | ------ | ------ | ------ | ------ | ------ | ------ | ------ |
| 1996 |              |                  |               |            |        |        |        |        |        |        |        |        |        |        |        |        |        |        |        |        |        |        |        |        |        |        |
| Trondheim K120 | Oberhof K120 | Hinterzarten K90 | Predazzo K120 | Stams K105 | punkty |        |        |        |        |        |        |        |        |        |        |        |        |        |        |        |        |        |        |        |        |        |
| q | -            | -                | -             | -          | 0      |        |        |        |        |        |        |        |        |        |        |        |        |        |        |        |        |        |        |        |        |        |
| Legenda |              |                  |               |            |        |        |        |        |        |        |        |        |        |        |        |        |        |        |        |        |        |        |        |        |        |        |
| 1 2 3 4-10 11-30 poniżej 30 dq – dyskwalifikacja q – zawodnik nie zakwalifikował się - – zawodnik nie wystartował |              |                  |               |            |        |        |        |        |        |        |        |        |        |        |        |        |        |        |        |        |        |        |        |        |        |        |

## Puchar Kontynentalny

### Miejsca w poszczególnych konkursachPucharu Kontynentalnego
| Sezon 1994/1995                                                               |             |                        |          |                        |                        |             |             |             |            |          |              |             |             |            |                     |                |              |         |         |         |                        |                        |            |               |         |               |            |            |               |               |               |               |            |            |           |           |           |           |           |            |            |           |           |        |            |            |           |        |        |        |        |        |        |        |        |        |        |        |        |        |        |        |        |        |        |        |        |        |        |        |        |        |        |        |        |        |        |        |        |        |        |        |        |        |        |
| Lillehammer                                                                   | Lillehammer | Jyväskylä              | Lahti    | Lahti                  | Sankt Moritz           | Lake Placid | Lake Placid | Planica     | Planica    | Sapporo  | Sapporo      | Sapporo     | Courchevel  | Courchevel | Szczyrbskie Jezioro | Zakopane       | Zakopane     | Gallio  | Gallio  | Liberec | Liberec                | Reit im Winkl          | Saalfelden | Ruhpolding    | Westby  | Iron Mountain | Ishpeming  | Sapporo    | Zaō           | Zaō           | Schönwald     | Schönwald     | Sprova     | Sprova     | Ruka      | Gällivare | Rovaniemi | Rovaniemi | punkty    | punkty     | punkty     | punkty    | punkty    | punkty | punkty     | punkty     | punkty    | punkty | punkty | punkty | punkty | punkty | punkty | punkty | punkty | punkty | punkty | punkty | punkty | punkty | punkty | punkty | punkty | punkty | punkty | punkty | punkty | punkty | punkty | punkty | punkty | punkty | punkty | punkty | punkty | punkty | punkty | punkty |        |        |        |        |        |        |        |
| -                                                                             | -           | -                      | -        | -                      | -                      | -           | -           | -           | -          | -        | -            | -           | -           | -          | -                   | -              | -            | -       | -       | -       | -                      | -                      | -          | -             | -       | -             | -          | -          | -             | -             | -             | -             | 51         | 41         | -         | -         | -         | -         | 0         | 0          | 0          | 0         | 0         | 0      | 0          | 0          | 0         | 0      | 0      | 0      | 0      | 0      | 0      | 0      | 0      | 0      | 0      | 0      | 0      | 0      | 0      | 0      | 0      | 0      | 0      | 0      | 0      | 0      | 0      | 0      | 0      | 0      | 0      | 0      | 0      | 0      | 0      | 0      |        |        |        |        |        |        |        |
| Sezon 1996/1997                                                               |             |                        |          |                        |                        |             |             |             |            |          |              |             |             |            |                     |                |              |         |         |         |                        |                        |            |               |         |               |            |            |               |               |               |               |            |            |           |           |           |           |           |            |            |           |           |        |            |            |           |        |        |        |        |        |        |        |        |        |        |        |        |        |        |        |        |        |        |        |        |        |        |        |        |        |        |        |        |        |        |        |        |        |        |        |        |        |        |
| Courchevel                                                                    | Zakopane    | Frenštát pod Radhoštěm | Hakuba   | Hakuba                 | Muju                   | Muju        | Chaux-Neuve | Chaux-Neuve | Brotterode | Lauscha  | Sankt Moritz | Lake Placid | Lake Placid | Ramsau     | Villach             | Planica        | Sapporo      | Sapporo | Sapporo | Oberhof | Oberhof                | Szczyrbskie Jezioro    | Zakopane   | Reit im Winkl | Westby  | Westby        | Saalfelden | Ruhpolding | Iron Mountain | Iron Mountain | Ishpeming     | Ishpeming     | Sapporo    | Braunlage  | Braunlage | Zaō       | Zaō       | Vikersund | Vikersund | Courchevel | Courchevel | Harrachov | Harrachov | Ruka   | Rovaniemi  | punkty     | punkty    | punkty | punkty | punkty | punkty | punkty | punkty | punkty | punkty | punkty | punkty | punkty | punkty | punkty | punkty | punkty | punkty | punkty | punkty | punkty | punkty | punkty | punkty | punkty | punkty | punkty | punkty | punkty | punkty | punkty | punkty | punkty | punkty | punkty | punkty | punkty | punkty | punkty | punkty |
| -                                                                             | -           | -                      | -        | -                      | -                      | -           | -           | -           | -          | -        | -            | -           | -           | -          | -                   | -              | -            | -       | -       | -       | -                      | -                      | -          | -             | -       | -             | -          | -          | -             | -             | -             | -             | -          | -          | -         | -         | -         | 49        | 51        | -          | -          | -         | -         | -      | -          | 0          | 0         | 0      | 0      | 0      | 0      | 0      | 0      | 0      | 0      | 0      | 0      | 0      | 0      | 0      | 0      | 0      | 0      | 0      | 0      | 0      | 0      | 0      | 0      | 0      | 0      | 0      | 0      | 0      | 0      | 0      | 0      | 0      | 0      | 0      | 0      | 0      | 0      | 0      | 0      |
| Sezon 1997/1998                                                               |             |                        |          |                        |                        |             |             |             |            |          |              |             |             |            |                     |                |              |         |         |         |                        |                        |            |               |         |               |            |            |               |               |               |               |            |            |           |           |           |           |           |            |            |           |           |        |            |            |           |        |        |        |        |        |        |        |        |        |        |        |        |        |        |        |        |        |        |        |        |        |        |        |        |        |        |        |        |        |        |        |        |        |        |        |        |        |        |
| Velenje                                                                       | Rælingen    | Zakopane               | Zakopane | Frenštát pod Radhoštěm | Frenštát pod Radhoštěm | Oberhof     | Oberhof     | Hakuba      | Hakuba     | Chamonix | Chamonix     | Lahti       | Lahti       | Lahti      | Oberwiesenthal      | Oberwiesenthal | Sankt Moritz | Sapporo | Sapporo | Sapporo | Garmisch-Partenkirchen | Garmisch-Partenkirchen | Liberec    | Liberec       | Villach | Westby        | Westby     | Planica    | Planica       | Reit im Winkl | Iron Mountain | Iron Mountain | Saalfelden | Ruhpolding | Oslo      | Willingen | Willingen | Ishpeming | Ishpeming | Schönwald  | Schönwald  | Sapporo   | Zaō       | Zaō    | Courchevel | Courchevel | Rovaniemi | Ruka   | Ruka   | punkty |        |        |        |        |        |        |        |        |        |        |        |        |        |        |        |        |        |        |        |        |        |        |        |        |        |        |        |        |        |        |        |        |        |        |        |
| -                                                                             | 49          | -                      | -        | -                      | -                      | -           | -           | -           | -          | -        | -            | -           | -           | -          | -                   | -              | -            | -       | -       | -       | -                      | -                      | -          | -             | -       | -             | -          | -          | -             | -             | -             | -             | -          | -          | 33        | -         | -         | -         | -         | -          | -          | -         | -         | -      | -          | -          | -         | -      | -      | 0      |        |        |        |        |        |        |        |        |        |        |        |        |        |        |        |        |        |        |        |        |        |        |        |        |        |        |        |        |        |        |        |        |        |        |        |
| Legenda                                                                       |             |                        |          |                        |                        |             |             |             |            |          |              |             |             |            |                     |                |              |         |         |         |                        |                        |            |               |         |               |            |            |               |               |               |               |            |            |           |           |           |           |           |            |            |           |           |        |            |            |           |        |        |        |        |        |        |        |        |        |        |        |        |        |        |        |        |        |        |        |        |        |        |        |        |        |        |        |        |        |        |        |        |        |        |        |        |        |        |
| 1 2 3 4-10 11-30 poniżej 30 dq – dyskwalifikacja - – zawodnik nie wystartował |             |                        |          |                        |                        |             |             |             |            |          |              |             |             |            |                     |                |              |         |         |         |                        |                        |            |               |         |               |            |            |               |               |               |               |            |            |           |           |           |           |           |            |            |           |           |        |            |            |           |        |        |        |        |        |        |        |        |        |        |        |        |        |        |        |        |        |        |        |        |        |        |        |        |        |        |        |        |        |        |        |        |        |        |        |        |        |        |